# 254 (číslo)
Dvě stě padesát čtyři je přirozené číslo, které následuje po čísle dvě stě padesát tři a předchází číslu dvě stě padesát pět. Římskými číslicemi se zapisuje CCLIV a řeckými číslicemi σνδ.

## Matematika
254 je:
- Poloprvočíslo
- Nešťastné číslo
- Nepříznivé číslo

## Chemie
- 254 je nukleonové číslo druhého nejstabilnějšího izotopu einsteinia[1]

## Astronomie
- (254) Augusta je planetka hlavního pásu, kterou objevil v roce 1886 Johann Palisa

## Doprava
- Silnice II/254 je česká silnice II. třídy vedoucí na trase Lom – Duchcov – Teplice[2]

## Ostatní
- +254 je mezinárodní telefonní předvolba Keni

## Roky
- 254
- 254 př. n. l.